# Rie Kibayashi
Rie Kibayashi (* 1989 in Kyoto in Japan) ist eine japanische Pianistin und Hochschullehrerin.

## Biografie
Rie Kibayashi studierte Klavier an der Musashino Academia Musicae in Tokio. An der Hochschule für Musik Karlsruhe sowie an der Hochschule für Musik und Darstellende Kunst Frankfurt setzte sie ihr Studium fort und nahm darüber hinaus an Meisterkursen in Frankreich, Spanien, Italien und Griechenland teil. Zu ihren Lehrern zählen Kaya Han, Klaus Hellwig, Cyprien Katsaris, Menahem Pressler und Jacques Rouvier.
Sie tritt auf als Solistin (unter anderem mit der Philharmonie Baden-Baden und am Landestheater Detmold) sowie als Liedbegleiterin (unter anderem für den Münchner Hidalgo). Besonders widmet sie sich der Kammermusik und gastierte in Konzerthäusern wie dem Konzerthaus Berlin, der Elbphilharmonie und der Alten Oper in Frankfurt. Sie hat in verschiedenen Ensembles gespielt, darunter in dem 2020 gegründeten und mehrfach ausgezeichneten Trio Hannari. Der Sender Deutschlandfunk Kultur übertrug Kibayashis Interpretation des Klavierquintetts Es-Dur Op. 44 von Robert Schumann mit dem Clara Schumann Quartet. In Japan und in Europa ist sie Preisträgerin zahlreicher Wettbewerbe.
Sie unterrichtete Korrepetition an der Hochschule für Musik Karlsruhe und Klavier an der Musikschule Friedrichsdorf bei Frankfurt. Ab 2022 ist sie als Dozentin an der Hochschule für Musik und Darstellende Kunst Frankfurt tätig.

## Auszeichnungen
- 2021: Kammermusikpreis der Polytechnischen Gesellschaft in Frankfurt (mit dem Trio Hannari)[4]
- 2021: Gerhard Blaurock-Gedächtnispreis (mit dem Trio Hannari)[5]
- 2021: Erster Preis beim Felix Mendelssohn Hochschulwettbewerb in Berlin (mit dem Trio Hannari)[6]
- 2021: Ina- und Gustav-Lenzewski-Stiftungspreis für Kammermusik in Frankfurt (mit dem Trio Hannari)[7]
- 2019: Zweiter Preis und Clara-Schumann-Preis beim Brahms-Klavierwettbewerb in Detmold[8]
- 2018: Zweiter Preis beim Dr. Hermann Büttner Klavierwettbewerb in Karlsruhe[9]
- 2017: Dritter Preis und Iberia-Preis bei der Marbella International Piano Competition in Spanien[10]